# Microchilus borjaquijosae
Microchilus borjaquijosae är en orkidéart som beskrevs av Paul Ormerod. Microchilus borjaquijosae ingår i släktet Microchilus och familjen orkidéer. Inga underarter finns listade i Catalogue of Life.